# Jan Mosdorf

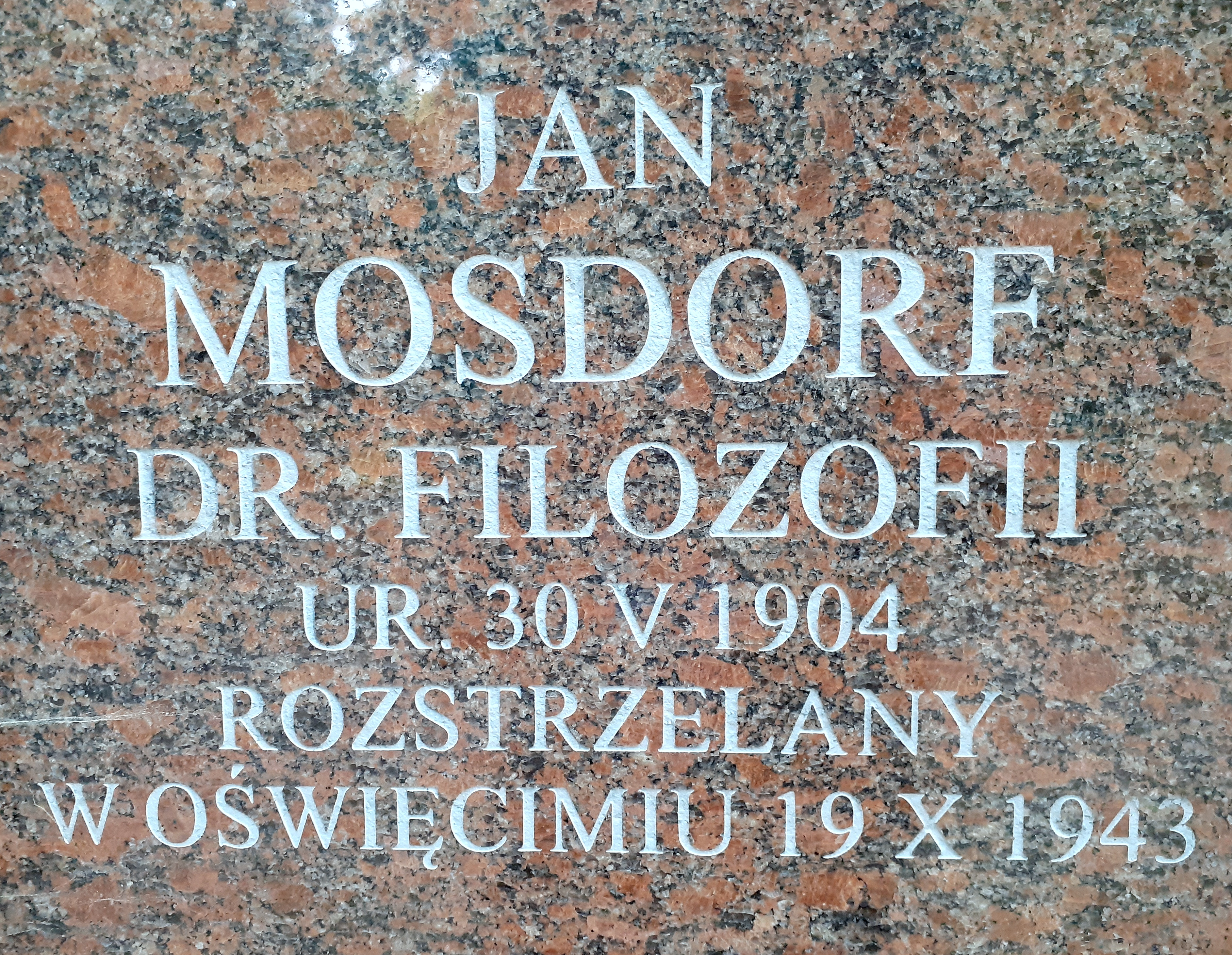
Grób symboliczny Jana Mosdorfa na cmentarzu Powązkowskim

Jan Mosdorf ps. „Andrzej Witowski” (ur. 30 maja 1904 w Warszawie, zm. 11 października 1943 w KL Auschwitz) – polski publicysta i doktor filozofii, działacz Obozu Wielkiej Polski, prezes Związku Akademickiego Młodzież Wszechpolska, a także przywódca Obozu Narodowo-Radykalnego, więzień i ofiara niemieckiego obozu koncentracyjnego Auschwitz-Birkenau.

## Życiorys

### Edukacja
Urodził się 30 maja 1904 w Warszawie, w rodzinie Bronisława i Bronisławy z Witowskich. Był wychowywany przez ojczyma, przemysłowca Franciszka Franaszka. Uczęszczał do Gimnazjum gen. Pawła Chrzanowskiego w Warszawie, gdzie w 1922 zdał maturę. Został studentem Uniwersytetu Warszawskiego; początkowo studiował prawo, później filozofię. W październiku 1928 otrzymał dyplom magisterski z filozofii na podstawie pracy Poglądy etyczne Zygmunta Balickiego. Naukę kontynuował na Sorbonie w Paryżu. W 1934 uzyskał stopień doktora filozofii na podstawie rozprawy Filozofia dziejów Augusta Comte’a, pisanej pod kierunkiem Władysława Tatarkiewicza.

### Działalność w MW i OWP
Z endecją związany od czasów nauki w gimnazjum, jako uczeń był członkiem tajnej organizacji związanej z Ligą Narodową. Od początku studiów należał do organizacji młodzieżowych, m.in. do Młodzieży Wszechpolskiej. Był stałym publicystą pism młodzieży akademickiej „Akademik Polski”, „Szczerbiec”, publikował także na łamach: „Gazety Warszawskiej”, „Prosto z Mostu”, „Awangardzie” i tygodnika „Myśl Narodowa”.
Na IV Kongresie Młodzieży Wszechpolskiej we Lwowie w grudniu 1928 r. został wybrany prezesem Rady Naczelnej MW, co uczyniło go głównym reprezentantem organizacji na kilka lat. Równocześnie działa w Obozie Wielkiej Polski.
Jako prezes MW głosił hasła dyskryminacji studentów żydowskich. Domagał się usunięcia wszystkich Żydów z organizacji studenckich i ograniczenia wszelkiej pomocy akademickiej dla studentów Żydów (także dla Żydów ochrzczonych). W pracy „Akademik i Polityka” domagał się ścisłej separacji Polaków i Żydów, argumentował, że Żydzi są odmienną rasą, która może niejako „skazić polską kulturę” i „wchłonąć” rasę polską. Pisał m.in.: patriota musi sobie postawić za zadanie zwalczanie żydów na każdym kroku. Bojkot towarów i sklepów żydowskich, bojkot studentów żydów, okazywanie im zawsze, iż są nam wstrętni i zbyteczni, wreszcie eliminacja żydów z kół naukowych, sportowych, literackich... Podczas obrad Rady Naczelnej MW 15–17 maja 1932 roku zgłosił postulat całkowitego pozbawienia Żydów praw politycznych, niezależnie od wyznania (także ochrzczeni Żydzi mieli być tych praw pozbawieni). Żydzi mieliby być pozbawieni możliwości zajmowania jakichkolwiek stanowisk publicznych, zwolnieni z możliwości służby wojskowej i obciążeni specjalnym podatkiem.
Należał do Obozu Wielkiej Polski, w którym w latach 1932–1933 przewodniczył Ruchowi Młodych OWP.
Po delegalizacji OWP w 1933 kierował ogólnokrajową Sekcja Młodych Stronnictwa Narodowego.

### Działalność w ONR
14 kwietnia 1934 zerwał z SN, podpisał deklarację programową Obozu Narodowo-Radykalnego i został jednym z jego przywódców – był przewodniczącym Komitetu Organizacyjnego ONR. Oenerowcy, w tym Mosdorf, myśleli, że uda im się szybko pokonać sanację i doprowadzić narodowców do władzy, co im się jednak nie udało.
Przez pewien czas Mosdorf redagował oficjalne czasopismo ONR – tygodnik, a później dziennik „Sztafeta”. W czerwcu 1934, po zamachu na ministra Bronisława Pierackiego, przywódcy ONR zostali aresztowani i osadzeni w obozie w Berezie Kartuskiej. Mosdorf ukrył się i nie został aresztowany. Jego postępowanie zostało źle przyjęte przez kolegów, którzy uznali je za tchórzostwo. Po wypuszczeniu przywódców ONR z Berezy formacja ta podzieliła się na dwie mniejsze frakcje ONR „Falanga” i ONR „ABC”. Mosdorf nie wszedł do żadnej frakcji, stał na uboczu, nie angażował się w działalność nielegalnego wówczas ONR.
Po rozwiązaniu ONR zajmował się filozofią, utrzymywał regularne kontakty z profesorem Władysławem Tatarkiewiczem i uczestniczył w jego seminariach. Z pozycji politycznego outsidera zaczął współpracę ze Stanisławem Piaseckim, wydawcą renomowanego tygodnika społeczno-kulturalnego „Prosto z Mostu”. Współpraca ta trwała nieprzerwanie do wybuchu wojny. W 1938 wydał w dwóch tomach studium społeczno-polityczne pt. Wczoraj i jutro.

### Konspiracja w czasie II wojny światowej
Z chwilą okupacji kraju, wrócił w szeregi działającego w konspiracji Stronnictwa Narodowego. 4 grudnia 1939 uczestniczył w inauguracyjnym posiedzeniu członków redakcji „Walki”, organu SN. Później pomagał przy jej redagowaniu naczelnemu, Stanisławowi Piaseckiemu. Był członkiem centralnego wydziału propagandy Zarządu Głównego SN, był też czynny w tworzących się strukturach wojskowych – późniejszej Narodowej Organizacji Wojskowej.
W czerwcu 1940 został aresztowany przez Gestapo i osadzony na Pawiaku.

### W Auschwitz
6 stycznia 1941 wysłano go do obozu Auschwitz-Birkenau w Oświęcimiu. Tam spotkał i został otoczony opieką przez swego przyjaciela z ONR Bolesława Świderskiego, który wysoko cenił Mosdorfa i uważał go za jednego z najwybitniejszych polityków i myślicieli młodego pokolenia. Ta opieka uratowała Mosdorfowi życie i pozwoliła na przedłużenie jego wegetacji w obozie. Popierał też powołanie wśród więźniów wspólnego frontu walki i samopomocy. Jak wspominał Jerzy Ptakowski, współwięzień Oświęcimia, konspiracyjna grupa członków Stronnictwa Narodowego rozpoczęła działalność już w pierwszych miesiącach istnienia obozu. W jej skład wszedł także Mosdorf i należał do jej kierownictwa – tzw. „trójki górnej”. Był niezwykle aktywny, m.in. wygłaszał tajne wykłady z historii, a potrzebującym pomagał zdobywać jedzenie i ubranie. Z ramienia grupy SN utrzymywał kontakty z innymi organizacjami na terenie obozu. Przez pewien czas pracował w szpitalu obozowym, co ułatwiało mu kontakty z różnymi działaczami politycznymi i nie tylko. Liczba członków podziemnej organizacji narodowej w obozie dochodziła do 100 osób, w tym m.in. ekonomista Roman Rybarski.
Według niektórych relacji w Auschwitz Mosdorf zaczął udzielać pomocy także Żydom. Do tej pory politycznie zwalczał Żydów i lewicę, dopóki w jego mniemaniu byli oni zagrożeniem dla narodu i państwa polskiego. Z chwilą, gdy Żydzi stanęli w obliczu biologicznej zagłady, wspierał ich według swych możliwości.
Inne relacje twierdzą jednak, że bynajmniej nie wyzbył się antysemityzmu. Uważał, że należy pomagać przede wszystkim Polakom, a nie Żydom. Twierdził podobno: „nie mam zamiaru pomagać Żydom, zależy mi przede wszystkim na pomaganiu Polakom”. Zdaniem innej relacji pomagał Żydom sporadycznie, znacznie rzadziej niż Polakom, ponieważ za głównego wroga uważał Niemców i chciał wytworzyć jednolity front pomiędzy Żydami i Polakami. Chciał uniknąć konfliktów pomiędzy Polakami i Żydami.
Według niektórych relacji został wykluczony z ruchu narodowego za kontakty z Żydami.
Mosdorf padł ofiarą donosu. Nie jest do końca jasne kto go wydał. Według jednej z relacji doniósł na niego inny więzień, Polak, który poinformował Niemców, że Mosdorf pomaga Żydom i prowadzi działalność komunistyczną. Według innej relacji donosicielem był jeden z Białorusinów – volksdeutsch i kapo, antysemita, który informował Niemców o osobach zaangażowanych w pomoc niesioną Żydom.
25 września 1943 Mosdorf został osadzony w bloku XI, a 11 października został rozstrzelany przez Niemców w zbiorowej egzekucji. Miał wtedy 39 lat. Jego symboliczna mogiła znajduje się na starym cmentarzu Powązkowskim (kwatera PPRK-1-76/77/78). Po wojnie komunistyczna propaganda przedstawiała go fałszywie, jako tego, który zerwał z Obozem Narodowym.

## Upamiętnienia
Od 2005 roku na Podhalu rokrocznie w październiku odbywa się Rajd im. Jana Mosdorfa.